# Upeneus moluccensis
Upeneus moluccensis es una especie de peces de la familia Mullidae en el orden de los Perciformes.

## Morfología
Los machos pueden llegar alcanzar los 20 cm de longitud total.

## Distribución geográfica
Se encuentra desde el África Oriental hasta el sureste de Asia y el norte de Australia. También en Japón y Nueva Caledonia. Recientemente se ha establecido en el Mediterráneo oriental desde el Mar Rojo a través del Canal de Suez.

## Hábitat
Es un pez de mar.